# Lufu
Das Straßenviertel Lufu (chinesisch 鹿阜街道, Pinyin Lùfù Jiēdào) ist Regierungssitz des Autonomen Kreises Shilin der Yi, der zum Verwaltungsgebiet der Stadt Kunming in der südwestchinesischen Provinz Yunnan gehört.
Lufu liegt im Westen des Autonomen Kreises am Mittellauf des Ba Jiang. Es hat eine Fläche von 86,7 km² und 104.140 Einwohner (Stand: Zensus 2020). 2004 betrug die Einwohnerzahl 50.180, davon waren 6801 Angehörige ethnischer Minderheiten, vor allem Yi. Der niedrigste Punkt der Gemeinde liegt 1666 m über dem Meeresspiegel, der höchste 2076,4 m.

## Administrative Gliederung
Lufu setzt sich aus vier Einwohnergemeinschaften und 49 Dörfern zusammen. Diese sind:
| Einwohnergemeinschaft Dongmen (东门社区); Einwohnergemeinschaft Longquan (龙泉社区); Einwohnergemeinschaft Nanmen (南门社区); Einwohnergemeinschaft Xibei (西北社区); Dorf Anushan (阿怒山村); Dorf Aqu (阿乌村); Dorf Banqiao (板桥村); Dorf Baozi (堡子村); Dorf Beidacun (北大村村); Dorf Beishan (北山村); Dorf Changkua (长跨村); Dorf Dadieshui (大叠水村); Dorf Dashao (大哨村); Dorf Datun (大屯村); Dorf Dayuetaijiu (大乐台旧村); Dorf Dieshui (叠水村); Dorf Donghaizi (东海子村); Dorf Hemozhan (和摩站村); Dorf Hongtu (宏图村); Dorf Huangjiazhuang (黄家庄村); Dorf Laowa (老挖村); Dorf Le’ercun (乐尔村村); Dorf Linkoupu (林口铺村); Dorf Longtan (龙潭村); Dorf Longxi (龙溪村); Dorf Lumeiyi (路美邑村); Dorf Luositang (螺蛳塘村); | Dorf Maidizhuang (麦地庄村); Dorf Maoshuidong (冒水洞村); Dorf Pubing (铺兵村); Dorf Qingshan (青山村); Dorf Qingshuitang (清水塘村); Dorf Sanbanqiao (三板桥村); Dorf Shanchong (山冲村); Dorf Shangpucao (上蒲草村); Dorf Shuitangpu (水塘铺村); Dorf Songziyuan (松子园村); Dorf Suobusuo (锁卜所村); Dorf Tianshengguan (天生关村); Dorf Wukeshu (五棵树村); Dorf Xiaocun (小村村); Dorf Xiaogezhang (小戈丈村); Dorf Xiaohe (小河村); Dorf Xiaomizhi (小密枝村); Dorf Xiaoqing (小箐村); Dorf Xiaotun (小屯村); Dorf Xiaoyuetaijiu (小乐台旧村); Dorf Xinzhai (新宅村); Dorf Yimaban (矣马伴村); Dorf Yuehu (月湖村); Dorf Yulongba (鱼龙坝村); Dorf Zhantun (占屯村); Dorf Zhewulong (者乌龙村). |